# Korg (comics)
Pour les articles homonymes, voir Korg.
Korg est un super-héros évoluant dans l'univers Marvel de la maison d'édition Marvel Comics. Créé par le scénariste Greg Pak et le dessinateur Carlo Pagulayan (en), le personnage de fiction apparait pour la première fois dans le comic book Incredible Hulk (vol. 2) #93 en mai 2006 durant l'arc narratif « Planet Hulk ».
Au cinéma, le personnage est interprété par Taika Waititi grâce à la capture de mouvement dans les films Thor: Ragnarok (2017), Avengers: Endgame (2019) et dans Thor: Love and Thunder, sortie en juillet 2022.

## Historique de la publication
Korg est un des personnages principaux de l'arc narratif World War Hulk. Sa première apparition date en fait d'une réécriture a posteriori (retcon) d'un personnage d'une aventure du dieu Thor (parue dans Journey into Mystery #83 en 1962, reprise plus tard dans Incredible Hulk (vol. 2) #93 en 2006) qu'il a rencontré lors d'un voyage sur Terre. À l'époque, les extraterrestres que Thor avait combattus n'avaient pas été nommés.

## Biographie du personnage
Korg appartient à la race des Kronan. Alors qu’il fait partie d'une escouade envoyée sur Terre, celle-ci est vaincue par le dieu Thor. À leur retour dans l'espace, les Kronan sont faits prisonniers sur la planète Sakaar par le Roi Rouge. Korg devient gladiateur et est obligé de tuer son propre frère Margus, à cause des disques de soumission accrochés à leurs poitrines.
Quand Hulk, exilé dans l'espace, atterrit sur Sakaar et est forcé malgré lui d'être un gladiateur, Korg devient son allié, créant le groupe des Warbound. Le jour où Hulk affronte le Surfer d'argent dans l'arène, l'ancien héraut de Galactus utilise son Pouvoir cosmique pour détruire les disques, libérant ainsi les gladiateurs de la soumission.  
Korg suit Hulk sur Terre, l'aidant à se venger des super-héros qui l'avaient exilé sur Sakaar (Flèche Noire, le Docteur Strange, le Professeur Xavier, Red Richards et Tony Stark). C'est lui qui convainc Hiroim de partir avec le groupe.
À la fin du crossover World War Hulk, Korg et les autres Warbound se rendent aux autorités. Korg aide la Chose à sécuriser le sous-sol de Manhattan, rendus instables à cause des ravages provoqués par Hulk. Cela permit aux Warbound de fuir le SHIELD et de se réfugier dans les égouts de la ville.
Quelque temps plus tard, Korg stoppa les plans du Leader qui avait transformé une ville dans le désert du Nevada en expérience. Son ami Hiroim se sacrifia là-bas. Il aida aussi Hulk quand MODOK et le Leader transformèrent les super-héros en monstres irradiés de rayons gamma.

## Pouvoirs et capacités
Korg est un Kronan, une race formée à partir de silicium. Sa peau pierreuse lui confère une grande résistance aux dommages ainsi qu'aux températures extrêmes.
- Les Kronans possèdent une espérance de vie très longue, dépassant probablement plusieurs siècles.
- Dans les atmosphères riches en oxygène, la force de Korg égale celle de Hulk ou de Wonder Man. Il peut donc soulever (ou exercer une pression équivalente à) près de 100 tonnes.
- Formé en tant que Gladiateur, Korg est un combattant expérimenté et possède de bonnes bases en stratégie d'équipe.

## Parutions
- Incredible Hulk (vol. 2) #93, 2006
- Planet Hulk: Gladiator Guidebook, 2006 (Greg Pak et Carlo Pagulayan)

## Apparition dans d'autres médias

### Cinéma
- Thor : Ragnarok (2017)
- Avengers : Endgame (2019)
- What If...? (2021-2023, série télévisée d'animation)
- Thor: Love and Thunder (2022)

### Jeux vidéo
Marvel Snap

### Jeux de société
Fait partie de la boîte "Tales of Asgard" du jeu Marvel United